# Джирусълъмс лот
„Джирусълъм'с Лот“ (на английски: Jerusalem's Lot) е разказ на американския писател Стивън Кинг, публикуван за първи път през 1978 г. в сборника „Нощна смяна“.
Действието се развива в измислен град в Масачузетс през 1850 г. и е разказан посредством серия от писма и откъси от дневник. Разказът е в стила на уважавания от Кинг автор Хауърд Лъвкрафт и се занимава по-скоро с корените на злото, отколкото с вампири, както е в „Сейлъмс Лот“.